# Manlio Rho
Manlio Rho, né le 15 février 1901 à Côme, et mort le 7 septembre 1957 dans sa ville natale, est un artiste peintre italien.

## Biographie
Manlio Rho est né en 1901 à Côme. Il a étudié la peinture au Scuole Techniche à Côme (1918-23), où il a rencontré Giuseppe Terragni et Mario Radice. Il a fait divers travaux à Côme et en Lombardie, y compris celui de journaliste. Il était proche du groupe de Côme et, en particulier, de Giuseppe Terragni, de Pietro Lingeri, d'Alberto Sartoris et du peintre Mario Radice. Attiré par le futurisme, il enseigne la peinture à la Scuola di Arte Applicata (1919-1937) et au collège Baragiola (1920-28), à Côme, et devient dessinateur d'affiches et caricaturiste satirique pour La zanzara (it) (1922-4).